# Aucula albirubra
Aucula albirubra là một loài bướm đêm trong họ Noctuidae.